# Štefan Varga
Štefan Varga (* 5. března 1954) je bývalý slovenský fotbalista, obránce. Jeho mladší bratr Michal Varga byl také prvoligovým fotbalistou.

## Fotbalová kariéra
V československé lize hrál za Slovan Bratislava a Tatran Prešov. V československé lize nastoupil ve 192 utkáních a dal 19 gólů.

## Ligová bilance
| Ročník                                   | Zápasy | Góly | Minuty | Klub              |
| ---------------------------------------- | ------ | ---- | ------ | ----------------- |
| 1. československá fotbalová liga 1977/78 | 23     | 3    | 1 621  | Slovan Bratislava |
| 1. československá fotbalová liga 1978/79 | 14     | 1    | 722    | Slovan Bratislava |
| 1. československá fotbalová liga 1978/79 | 15     | 1    | 1 322  | Tatran Prešov     |
| 1. československá fotbalová liga 1980/81 | 25     | 0    | 2 128  | Tatran Prešov     |
| 1. československá fotbalová liga 1981/82 | 28     | 6    | 2 520  | Tatran Prešov     |
| 1. československá fotbalová liga 1982/83 | 30     | 8    | 2 554  | Tatran Prešov     |
| 1. československá fotbalová liga 1983/84 | 29     | 0    | 2 544  | Tatran Prešov     |
| 1. československá fotbalová liga 1984/85 | 28     | 0    | 2 406  | Tatran Prešov     |
| CELKEM                                   | 192    | 19   | 15 817 |                   |